# مارتينيا (أين)
مارتينيا (بالفرنسية: Martignat)‏ هي بلدية فرنسية تقع في إقليم الأين في فرنسا. رمز إنسي لها هو:1237. أما الرمز البريدي لها فهو: 1100.